# Membranipora membranacea
Espèce
Membranipora membranacea, le Membranipore ou Écorce marine est une espèce de croûtes de dentelle de la famille des Membraniporidae.

## Systématique
Le nom valide complet (avec auteur) de ce taxon est Membranipora membranacea (Linnaeus, 1767).
Ce taxon porte en français les noms vernaculaires ou normalisés suivants : Membranipore, Écorce marine, Croûte de dentelle.
Membranipora membranacea a pour synonymes :
- Flustra membranacea Linnaeus, 1767

- Flustra teleacea

### Liste des sous-espèces
Selon World Register of Marine Species (10 septembre 2024) :
- Membranipora membranacea acutispina O'Donoghue & de Watteville, 1935

## Publication originale
- Linnaeus, C. (1767). Systema naturae per regna tria naturae: secundum classes, ordines, genera, species, cum characteribus, differentiis, synonymis, locis. Ed. 12. 1., Regnum Animale. 1 & 2. Holmiae [Stockholm], Laurentii Salvii. pp. 1-532 [1766] pp. 533-1327 [1767]. lire